# Pârâul Rusului, Climăuți
Pârâul Rusului (în ucraineană Русулуй, transliterat: Rusului) este un curs de apă, afluent al râului Climăuți.  Are izvorul în Ucraina, în apropiere de Climăuți.